# 日本國鐵ED71型電力機車
ED71型电力机车（日语：ED71形電気機関車）是日本国有铁道的交流电力机车车型之一，适用于供电制式为20千伏50赫兹的工频单相交流电气化铁路，于1959年研制成功、1960年投入批量生产，至1963年停产，共生产了55台。

## 发展历史

### 开发
1950年代，受到法国国铁发展单相工频交流制电气化铁路的成功经验所影响，日本国有铁道亦开始了发展交流电力牵引的计划。1953年，日本国铁选定了仙山线部分区段作为日本铁路交流电化的试验段。1954年至1957年间，三菱、日立、东芝分别试制了多种交流电力机车的原型车（ED44、ED45型电力机车），并在仙山线的20千伏50赫兹交流电化区段进行了试验。1956年3月，日本国铁根据仙山线的试验结果，决定在主要干线扩大采用单相工频交流制的范围。1957年，为满足北陆本线的20千伏60赫兹交流电化的需要，成功研制了ED70型交流电力机车，标志着日本的交流电力机车进入实用化。
1959年，日本国铁决定对运输量较大的东北本线黑矶以北区段实施交流电化，并开发研制一种对应20千伏50赫兹交流制的新型交流电力机车。这种机车的牵引性能需要满足东北本线的运用条件，必须能够单机牵引1000吨列车通过10‰的长大坡道，或双机牵引1200吨列车通过25‰的长大坡道。因此，功率等级为1500千瓦的ED70型电力机车已不能满足要求，有必要研制2000千瓦等级的大功率交流电力机车。

### 制造

#### 原型车
1959年4月，日立、东芝、三菱分别各试制了一台ED71型电力机车的原型车。三台机车均按照统一设计的原则，采用了一致的车体、转向架等机械结构，但电气系统部分包括主变压器、整流器、控制电路等则由各制造商独自设计，以便进行不同技术方案的比较试验。ED71 1号机车由日立制作所试制，采用油循环强迫风冷却的主变压器和风冷式励弧管整流器。ED71 2号机车由东芝公司试制，采用干式风冷主变压器和风冷式引燃管整流器。ED71 3号机车由新三菱重工业、三菱电机合作试制，采用油循环强迫风冷却的主变压器和水冷式引燃管整流器。
根据这三台原型车在东北本线黑矶至白河区段的试验结果，日立的电气系统技术方案被批准应用于量产车。此外，东芝的电气系统亦获得了不错的评价，并且被后来的ED72、ED73型电力机车所沿用。

#### 量产车
1960年，ED71型电力机车开始投入批量生产。在1960年至1961年间生产的44台机车被称为一次型量产车，主要结构仍然和ED71 1号机车保持相同，但机车整备重量由64吨提高到67.2吨，因此改为采用经重新设计的DT114型转向架，以提高转向架的承载重量。调压系统采用恒电压控制方式。此外，ED71型电力机车亦设有为旅客列车电热取暖供电的列车供电系统，量产车的司机室侧门旁边加装了一盏供电状态指示灯，当机车挂车或者解挂的时候，供电和非供电的状态分别以灭灯和黄灯显示，确保车站工作人员拔插供电线时的安全。
在1962年至1963年间生产的11台机车被称为二次型量产车，根据一次型量产车的运用经验作出了改良。这批机车改为采用较简单的轴悬式驱动装置，以提高传动装置的可靠性。此外，车体侧墙上部的两扇侧窗和六个通风百叶窗亦改以平排方式布置。
| 类型   | 机车编号 | 制造商                | 新造机车配属                    | 制造目的                | 预算                |
| ------ | -------- | --------------------- | ------------------------------- | ----------------------- | ------------------- |
| 原型车 | 1        | 日立製作所            | 白河机关区                      | 黑矶—福岛交流电化开业   | 昭和33年度预算      |
| 原型车 | 2        | 東芝                  | 白河机关区                      | 黑矶—福岛交流电化开业   | 昭和33年度预算      |
| 原型车 | 3        | 三菱電機 新三菱重工業 | 白河机关区                      | 黑矶—福岛交流电化开业   | 昭和33年度预算      |
| 一次形 | 4 - 13   | 日立製作所            | 福岛机关区 （今福岛综合运输区） | 黑矶—福岛交流电化开业   | 昭和34年度预算      |
| 一次形 | 14 - 25  | 東芝                  | 福岛机关区 （今福岛综合运输区） | 黑矶—福岛交流电化开业   | 昭和34年度预算      |
| 一次形 | 26 - 32  | 三菱電機 新三菱重工業 | 福岛机关区 （今福岛综合运输区） | 黑矶—福岛交流电化开业   | 昭和34年度预算      |
| 一次形 | 33 - 38  | 日立製作所            | 福岛机关区 （今福岛综合运输区） | 福島—仙台間交流电化开业 | 昭和35年度预算      |
| 一次形 | 39 - 41  | 東芝                  | 福岛机关区 （今福岛综合运输区） | 福島—仙台間交流电化开业 | 昭和35年度预算      |
| 一次形 | 42 - 44  | 三菱電機 新三菱重工業 | 福岛机关区 （今福岛综合运输区） | 福島—仙台間交流电化开业 | 昭和35年度预算      |
| 二次形 | 45 - 49  | 日立製作所            | 福岛机关区 （今福岛综合运输区） | 黒磯—仙台間旅客列車增发 | 昭和36年度第5次債務 |
| 二次形 | 50 - 52  | 東芝                  | 福岛机关区 （今福岛综合运输区） | 黒磯—仙台间货物列车增发 | 昭和37年度第2次債務 |
| 二次形 | 53 - 55  | 三菱電機 新三菱重工業 | 福岛机关区 （今福岛综合运输区） | 黒磯—仙台间货物列车增发 | 昭和38年度民有      |

### 运用
1960年代初，新造的ED71型电力机车陆续集中配属到福岛机关区，担当东北本线交流电化区段（黑矶—仙台）的旅客及货物列车牵引任务。此外，ED71型电力机车还先后在1960年和1961年两次牵引日本皇室御召列车。1964年10月，开行了上野至青森的“白鹤号”卧铺特急列车，是为东京往东北本线方向的第一趟“蓝色列车”，并由ED71型电力机车担当黑矶至仙台间的机车交路。1965年10月，仙台至盛冈区段亦完成了交流电化改造，但由于ED71型电力机车所使用的水银整流器在冬季有发生冻结的可能，因此运用区段仅限定于黑矶至小牛田之间，而“白鹤号”列车的牵引任务亦改由ED75型电力机车担当。1966年，福岛车站范围内发生路堤坍塌事故，造成ED71 2号机车报废。
此后，随着ED75型电力机车大量投入东北本线运用，ED71型电力机车开始逐步退居二线，主要用于黑矶至仙台间牵引旅客列车。同时，由于ED71型电力机车的功率较大，因此也用来担当福岛至白石间上下行货物列车、福岛至金谷川间上行货物列车的补机任务。1970年代末，因车体及各种设备经长年运用而渐趋老化，ED71型电力机车开始逐步分批报废。1977年，ED71 1、3号原型车因使用时间最长而最早被报废；翌年开始重点对一次型量产车择劣报废。1982年，东北新干线通车后，东北本线的货物列车被削减，货物列车补机亦改由ED75型电力机车充任。同年，ED71型电力机车全部报废。

## 技术特点

### 总体布置
ED71型电力机车是客货运通用的交流电力机车，适用于供电制式为20千伏50赫兹的工频单相交流电气化铁路。车体两端各设有一个司机室，车内设有贯通式双侧内走廊连接两端司机室，车体中部设有第一辅助机械室、变压器室、中央机械室、整流器室、第二辅助机械室。在司机室内机车运行方向的左侧设有司机操纵台，在右侧设有副司机座席及手制动手柄，司机室两侧设有供乘务员乘降的车门。辅助机械室内设有牵引电动机通风机、空气压缩机、劈相机等辅助机电设备。变压器室内设有主变压器，以及配套的辅助机械及冷却设备，均固定在车体底架之上。整流器室内设有水银整流器及配套的控制装置。

### 车体结构
ED71型电力机车采用典型的全钢焊接结构箱型车体，车体形式和结构近似同时期的ED60、ED61型电力机车。机车车体全长13600毫米、全宽2800毫米。车顶盖板采用钢板压制材料，车体中央部分上方的盖板可以打开，方便对车内大型设备的检修和更换。因考虑到机车重联运用的需要，ED71型电力机车亦采用了前端贯通型的结构，司机室前端中央设有贯通门，以便乘务人员通过到另一台机车。
ED71型电力机车采用车体通风系统，侧墙百叶窗是车内设备通风冷却的主要进风窗口，除了主变压器直接从车顶引进冷风后向车底排出热风外，其他电气设备的冷却空气均取自车内。百叶窗设有金属丝网空气过滤器，滤网可以从车外取出以便更换。在1、2号原型车的车体侧墙上，每侧设有两扇采光用的玻璃侧窗以及八个通风百叶窗，每四个百叶窗口组合为一组并成“田”字形状。3号原型车的车体两侧设有两扇侧窗和六个通风百叶窗。投入生产的一次型量产车均采用了1、2号原型车的外观形式。而二次型量产车的外观形式则与ED60、ED61、EF30型电力机车相同，车体侧墙上部设有一行平排的两扇侧窗和六个通风百叶窗。

### 电气系统
ED71型电力机车是交—直流电传动的整流器式电力机车，由直流串励牵引电动机驱动。机车主电路由空气断路器、主变压器、水银整流器、调压开关、牵引电动机、电路保护装置等组成。机车从架空接触网获取高压交流电后，首先经过主变压器降低电压，再通过整流器转换成脉流电（即方向不变而只有电压变化的直流电），并供电给牵引电动机。

#### 变压器
机车装用一台MT1型芯式单相主变压器，原边输入电压范围为16～22千伏，变压器次边有四个绕组，包括两个向整流器供电的牵引绕组（额定电压为2×1075伏特，额定容量为3320千伏安）、一个向辅助系统供电的辅助绕组（额定电压为465伏特，额定容量为146千伏安）及一个向旅客列车供电的供电绕组（额定电压为1570伏特，额定容量为410千伏安），冷却方式为强迫油循环导向风冷却，变压器重量为7390公斤（不含调压开关部分）。

#### 整流器
整流装置采用RM1型水银整流器，是在ED45 21号机车的基础上改良而成。整流器采用由八个励弧管组成的单相全波整流电路，励弧管直径为310毫米，整流器额定功率为2046千瓦，额定整流电压为660伏特，额定整流电流为4×775安培，整流器重量为2750公斤。整流装置具有较充裕的过载性能，最高整流电压为900伏特，最高整流电流可达到额定值的130～160%，可以满足当粘着系数为0.4时达到1140安培的起动电流，或双机牵引1200吨通过25‰大坡道时达到880安培的平均电流等高负荷状况。
虽然励弧管整流器的故障率不高，但存在维护保养较困难的缺点。1970年以后，部分ED71型电力机车在郡山工厂（今郡山综合车辆中心）进行了改造，以硅整流器取代了励弧管整流器，但由于硅整流器是不可控整流电路，因此改用硅整流器的电力机车亦失去了栅极相位控制功能。

#### 牵引电动机
ED71 3号原型车安装有四台新开发的MT101型六极串励直流牵引电动机，至今仍然是日本交流电力机车所使用功率最大的直流牵引电动机，小时功率为510千瓦，持续功率为475千瓦，额定电压为660伏特，额定电流为775安倍，额定转速为每分钟1140转，四台牵引电动机全部并联连接。该型牵引电动机是在ED70型电力机车所使用的MT100型牵引电动机的基础上改良而成，在保持外形和尺寸大致相同的情况下使额定功率增大了27%。牵引电动机回路串接有电感线圈及励磁分流电阻器，以减少整流电流的脉动，并改善牵引电动机的换向性能。由于整流器具有良好的过电压性能，因此不需要对牵引电动机使用磁场削弱，即可保证电力机车的高速运转性能。
量产车则改为采用经进一步改良的MT101A牵引电动机，主要性能指标并无明显变化，但将励磁分流率由15%减少至2%，避免励弧管逆弧时引发牵引电动机接地的故障；并加厚了主极铁心和补极（换向极）铁心，以改善牵引电动机过载时的换向性能；另外还强化了主动齿轮和驱动端轴承。

#### 调速系统
ED71型电力机车使用变压器高压侧调压和整流器相位控制来达到调节速度的目的，但原型车和量产车的调压系统略有不同。主变压器原边（高压侧）设有一个自耦调压绕组，通过高压侧的调压开关改变变压器牵引绕组的抽头及输出电压，组成25个调压级（ED71 3号原型车有24个调压级），级位转换是利用两组带有伺服电动机的凸轮轴控制器和限流电阻器进行。整流器相位控制是借栅极回路调节励弧极和阳极电压的相位差来改变励弧管的励弧时间，从而控制输出电流的平均值。在ED71 1号原型车上，整流器相位控制设有30个调压级位，仅限定在调速手柄10位以下低速区使用；高压侧调压开关设有24个调压级，当调速手柄在10位或以上时使用，两者配合之下使机车实现共54个调压级。
从ED71 4号量产车开始使用恒电压控制方式（AVR控制方式），以提高电力机车的粘着性能。在平常的运转场合中一般仅使用高压侧调压开关来调节牵引电动机端电压。而当遇到负荷比较大的起动场合，为了提高粘着利用率及列车起动性能，采取了调节基准电压闭环控制系统的办法，即调速控制器级位与牵引电动机端电压成一定比例。当电力机车以这种方式起动时，可以利用整流器相位控制平滑提升牵引电动机端电压，使端电压由0伏特开始按每一级位的基准电压逐步提高，直到达到最高基准电压后恢复转为使用高压侧调压开关。在这一过程中变压器调压开关是不能随意改变的，以保持整流器输入电压不变，因而称之为恒电压控制。该控制系统是以磁放大器作为负反馈放大器，根据反馈的牵引电动机端电压和调速控制器滑动电阻值，将其与基准电压作比较，并使差异放大到水银整流器的点弧极相位，从而改变整流器的输出电压。
这种控制方式的优点是可以减少调压过程中的电流冲击，并使牵引力的变化较为均匀。在机车起动及加速时，可以使起动电流的变化较贴近粘着限制曲线，不仅使列车起动更加平稳，还能有效提高起动牵引力及防空转性能。如果其中一对轮对发生空转，会造成该轴牵引电动机的转速及端电压突然上升，磁放大器会将电压差异的信号反馈到整流器，并使牵引电动机迅速恢复正常电压。

#### 轴重补偿
当机车牵引列车起动时，由于轮周牵引力与车钩处作用的列车阻力不在同一水平面，使前后转向架各轴载荷发生变化，称之为牵引力作用下的轴重转移。和ED60型直流电力机车一样，ED71型电力机车亦增设了轴重转移电气补偿功能，在牵引电动机回路中串接有励磁分路电阻器。根据各轴粘着重量的比例，在机车起动时对各轴牵引电动机实施不同程度的磁场削弱，从而使各轴的轮周牵引力趋于一致。

#### 防空转保护
ED71型电力机车设有轮对防空转保护系统，目的是提高机车粘着利用，使机车牵引性能得到充分发挥。转向架每轴轴端设有测速发电机来检测空转，测速发电机接线的一端与牵引电动机相连，另一端连接到防空转磁放大器。当空转发生时测速发电机的电压突然上升，磁放大器根据空转情况接通大、小空转继电器，以降低该牵引电动机的供给电流，并使轮对尽快恢复粘着。

#### 辅助电路
ED71型电力机车采用三相交流传动的辅助电路，各种辅助设备的驱动均采用检修方便的三相异步电动机，包括牵引电动机通风机、电动空气压缩机、主变压器冷却油泵及通风机、整流器通风机等。电源由100千伏安的旋转式劈相机供应，将主变压器输出的单相交流电转换成三相交流电。劈相机还结合了一台小型直流发电机，用于向控制电路供电。

### 转向架

#### 主要结构
机车走行部为两台二轴摇枕式转向架。原型车采用的DT107型转向架，其结构与ED60、ED61型直流电力机车的转向架基本相同，转向架构架采用“日”字形轻量化钢板焊接结构，轴箱采用导柱式定位结构。转向架采用全旁承支重结构，机车的车体重量通过四个旁承支座坐落在两台转向架上。转向架的摇枕弹簧悬挂装置为摇动台式，摇枕横置于构架下部，其两端通过旁承支座与车体连接，旁承支座位于构架侧梁外侧。摇枕和构架之间通过摇枕弹簧、摇枕吊杆、下心盘、中心销连接。下心盘及中心销不仅作为摇枕的回转中心，亦用来传递牵引力及制动力。牵引点高度降低至距轨面334毫米，减少了机车起动时的轴重转移。一系悬挂为轴箱侧橡胶圆筒弹簧及轴箱顶螺旋弹簧，二系摇枕弹簧为每侧各一个螺旋弹簧，并配有垂向油压减震器。
由于量产车的整备重量由64吨提高到67.2吨，因此改为采用经重新设计的DT114型转向架，以提高转向架的承载重量。轴箱恢复使用传统的导框式定位结构，一系悬挂为轴箱顶螺旋弹簧。转向架仍采用全旁承支重结构，但旁承和摇动台结构有较大变化。摇枕弹簧装置为构架外侧悬挂结构，采用每侧两个并联的摇枕圆弹簧组，并带有垂向油压减振器，摇枕通过四根摇枕吊杆悬挂在构架上。

#### 传动装置
牵引电动机采用架悬式安装方式，而驱动装置采用车轴轴套式空心轴传动。牵引电动机的全部重量都悬挂在转向架构架上，大大减小了簧下重量，以减少牵引电动机承受从轨道传来的振动冲击。驱动装置的主要特点是大齿轮（从动齿轮）由滚动轴承安装在车轴空心轴套上，而车轴轴套用螺栓固定与牵引电动机机座相连，转矩由大齿轮芯上的八爪弹性元件传动车轮。传动齿轮箱由厚度为4.5毫米的钢板焊接而成，牵引齿轮传动比为15：82（1：5.47）。然而，这种传动方式有一个明显的缺点，由于大齿轮直接通过弹性元件与车轮相连，因此无法将其置于完全封闭的齿轮箱内，经常因沙尘进入齿轮箱而造成齿轮啮合状态恶化，引致驱动装置发生异常振动。
为解决上述问题，从ED71 45号机车开始的二次型量产车，改为采用较简单的轴悬式驱动装置。但由于MT101A型牵引电动机是根据架悬方式设计的，当改成轴悬式安装时为了提高牵引电动机的防震性能，特别对其加装扭杆式减震装置，但缺点是使驱动装置复杂化。后来，对于之前生产的原型车和一次型量产车，均将轴套式传动装置改造成连杆式空心轴传动装置，大齿轮通过两组连杆机构驱动车轮，以提高传动装置的可靠性。

## 车辆保存
- ED71 1号机车：静态保存于新干线综合车辆中心（日语：新幹線総合車両センター）。
- ED71 37号机车：静态保存于船岡車站。